# Луштица
Луштица (черног. Luštica / Луштица) — полуостров в Которском заливе Адриатического моря, в западной части Черногории. Наивысшая точка — вершина Обосник (черног. Obosnik / Обосник) высотой 582 метра.

## География
Луштица лежит между Адриатическим морем и заливом Тивата, её северо-западная оконечность расположена напротив города Херцег-Нови.
В лесах на полуострове водятся кабаны, мангусты, шакалы, из птиц — соловьи и скопы. Большое количество оливковых рощ.
Здесь находятся несколько небольших населённых пунктов, самый крупный из которых Крашичи.

## История
На протяжении всей своей истории Луштица имела большое оборонное значение, поскольку позволяла контролировать вход в Которский залив.
По этой причине на полуострове располагались различные военные укрепления — сначала австро-венгерские, затем югославские.

## Туризм
На Луштице осуществляется несколько проектов, включающих в себя строительство вилл и полей для гольфа.
На полуострове имеются удобные пляжи, самый известный из которых Жанице (черног. Žanjice).